# Манзанита (град, Орегон)
Манзанита (на английски: Manzanita) е град в окръг Тиламук, щата Орегон, САЩ. Манзанита е с население от 564 жители (2000) и обща площ от 1,9 km². Намира се на 23,8 m надморска височина. ЗИП кодът му е 97130, а телефонният му код е 503.